# Agua Dulce, San Pedro Jicayán
Agua Dulce är en ort i Mexiko.   Den ligger i kommunen San Pedro Jicayán och delstaten Oaxaca, i den sydöstra delen av landet, 300 km söder om huvudstaden Mexico City. Agua Dulce ligger 169 meter över havet och antalet invånare är 398.
Terrängen runt Agua Dulce är kuperad österut, men västerut är den platt. Agua Dulce ligger nere i en dal. Runt Agua Dulce är det ganska tätbefolkat, med 72 invånare per kvadratkilometer. Närmaste större samhälle är Santiago Pinotepa Nacional, 17,8 km söder om Agua Dulce. Omgivningarna runt Agua Dulce är en mosaik av jordbruksmark och naturlig växtlighet.